# Tiara

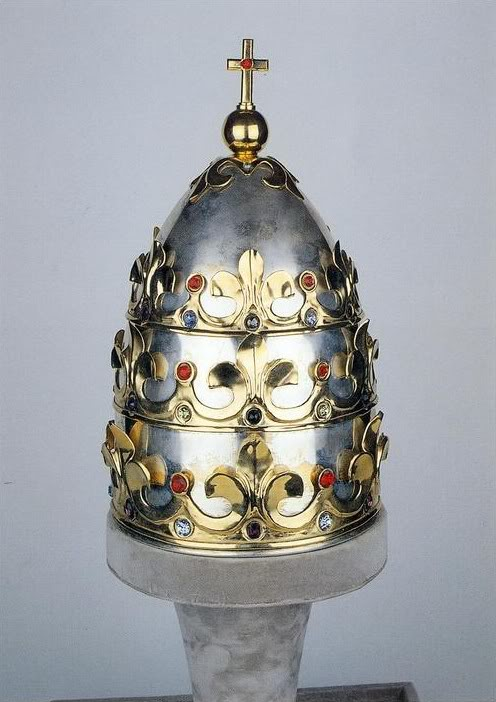
Tiara Jana Pawła II

Tiara (łac. triregnum) – papieska korona złożona z trzech diademów, wysadzana kamieniami szlachetnymi i perłami, ozdobiona na szczycie małym krzyżem.
W tej formie używana od przełomu XIII i XIV wieku do 1965 roku; wtedy papież Paweł VI przekazał tiarę na cele charytatywne. Tiara widnieje nadal w godle Watykanu. Benedykt XVI jako pierwszy papież wycofał ją jednak z herbu papieskiego (zastąpił ją mitrą i paliuszem).

## Użytkowanie

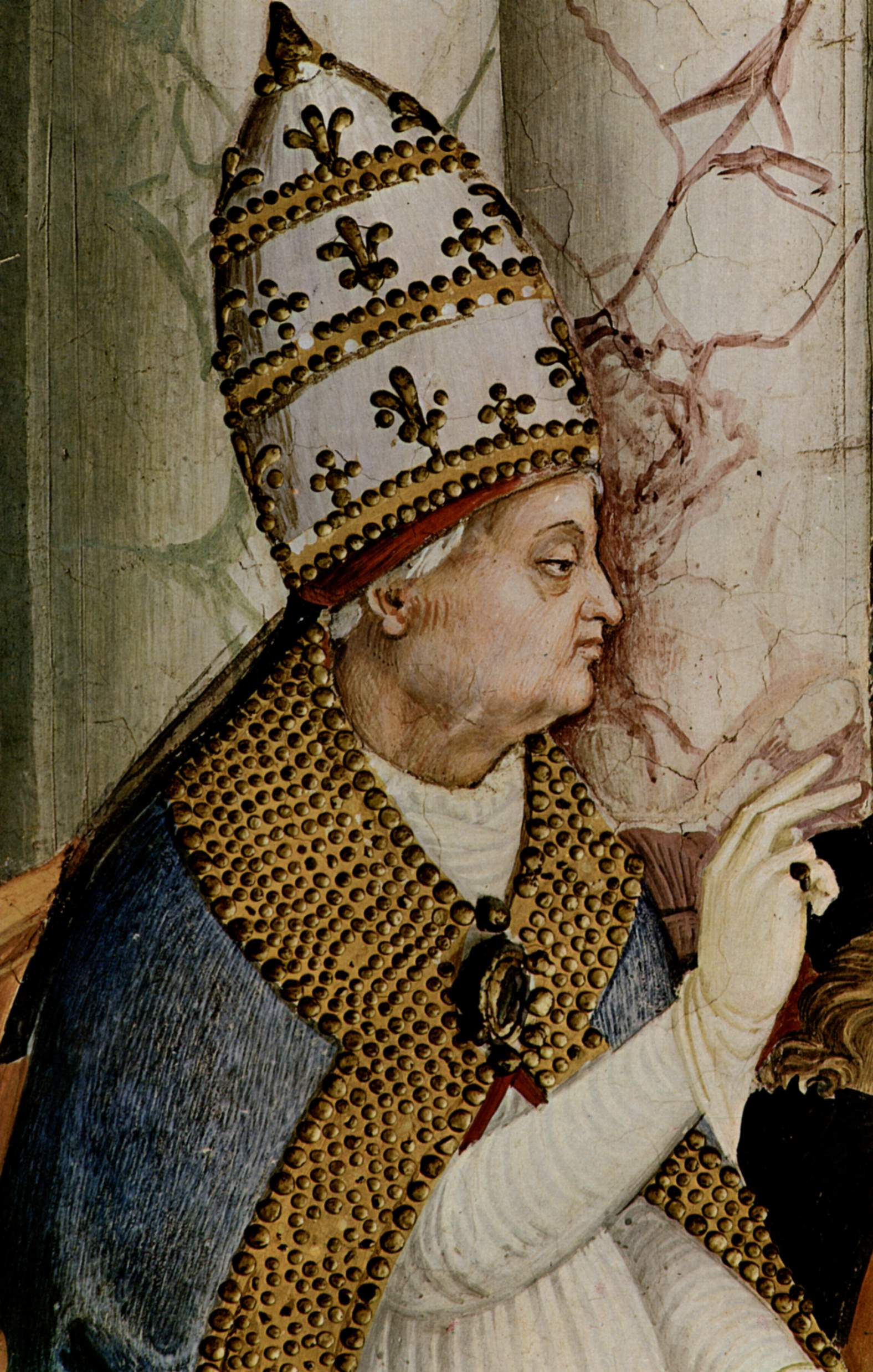
Tiara na głowie Piusa II (1405-1464)

Tiara to ozdoba nieliturgiczna i jako taka używana była tylko przy okazjach niezwiązanych bezpośrednio z liturgią: w procesjach ze świątyni i do niej, w ceremonialnych procesjach papieskich, błogosławieństwach Urbi et Orbi, przy ogłaszaniu decyzji dogmatycznych oraz innych uroczystościach nieliturgicznych. Papież, podobnie jak inni biskupi, używa mitry jako liturgicznego nakrycia głowy.

## Historia

### Pierwsze wzmianki
Pierwsza wzmianka o nakryciu głowy podobnym do tiary znajduje się w Biblii w Księdze Wyjścia (II Mjż.), gdy Jahwe kazał ją sporządzić dla Aarona, brata Mojżesza:

I zrobisz też diadem ze szczerego złota i wyryjesz na nim, jak się ryje na pieczęci: "Poświęcony dla Pana". I zwiążesz go sznurem z fioletowej purpury, tak żeby był na tiarze/zawoju i żeby na przedniej stronie tiary/zawoju był umieszczony. I będzie on na czole Aarona, ponieważ Aaron poniesie uchybienia popełnione przy ofiarach, które będą składać Izraelici – i przy wszystkich świętych darach. A [tiara/zawój] będzie na jego czole ciągle dla zjednania mu łaski w oczach Pana.

Podane są tu różnice w tłumaczeniach: Biblii Tysiąclecia i Biblii warszawskiej („zawój” literalnie określa zwój materiału, którym w starożytności owijano głowę, co nadal czynią członkowie niektórych społeczności, żyjących na pustyniach i w gorącym klimacie). Po raz pierwszy tiara wspomniana jest w dziele „Vita” papieża Konstantyna, później pojawia się w tekście donacji Konstantyna.

### Ewolucja

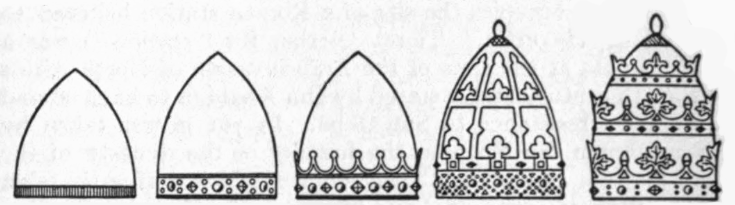
Ewolucja tiary (ilustracja za Encyklopedia Britannica, wyd. 1911)

W ewolucji tiary wyróżnia się trzy okresy. Pierwszy z nich to czas przed ozdobieniem papieskiego nakrycia głowy królewskim diademem. Znane jest nakrycie głowy, które przypominało biały hełm i zwane było camelaucum. Być może w jego dolnej części umieszczona była ozdoba w formie okręgu, lecz z pewnością nie był to jeszcze diadem. Nie wiadomo, kiedy diadem pojawił się na tiarze. Z opisu pochodzącego z IX wieku wynika, że wówczas go jeszcze tam nie było, choć nakrycie głowy papieża zwano wówczas regnum. Problem historykom sprawia fakt, że do XII wieku tiara nie była przedstawiana w sztuce. Przypuszcza się, że dodatkowa ozdoba tiary, w postaci okręgu, pojawiła się w X wieku, kiedy to z tiary właśnie powstała mitra i koniecznym stało się odróżnienie obu nakryć głowy.
Drugi okres historii tiary przypada na okres przed pontyfikatem Bonifacego VIII (1294–1303). Z tego okresu pochodzi wiele przedstawień tiary. Dzięki nim wiadomo, że była ona wówczas ozdobiona jednym diademem. Najważniejszy dla rozwoju tiary był pontyfikat Bonifacego VIII. Dokonany w 1295 roku spis przedmiotów znajdujących się w papieskim skarbcu dowodzi, że wówczas tiara wyposażona była w jeden diadem. Bonifacy dodał do tiary drugi diadem. Czy przyczyną takiej decyzji było umiłowanie papieża do przepychu, czy też chęć podkreślenia podwójnej (świeckiej i duchowej) natury władzy papieży, nie wiadomo.
Pierwsze wzmianki o trzech diademach na tiarze pojawiają się w spisie skarbca z roku 1315 lub 1316. Określenie dokładnej daty dodania trzeciej korony jest jednak niemożliwe. Rzeźba nagrobna Benedykta XI (1303–1304) przedstawia papieża w „starej” tiarze. Z kolei grób Klemensa V (1305–1314) został zniszczony przez kalwinistów. Nawet statua nagrobna Jana XXII (1316–1334) ukazuje papieża w tiarze z dwoma diademami. Najwcześniejszym przedstawieniem w sztuce tiary z trzema koronami jest więc dopiero posąg z grobu Benedykta XII (1334–1342). Jego resztki są przechowywane w muzeum w Awinionie. Przedstawienia podwójnej tiary zdarzają się sporadycznie w sztuce aż do XV wieku. Od tamtego czasu w wyglądzie tiary nie nastąpiły znaczące zmiany.